# Веймутова сосна (лісовий заказник)
Ве́ймутова сосна́ — лісовий заказник місцевого значення в Україні. Розташований у межах Рахівського району Закарпатської області, на схід від села Ділове (долина річки Білий). 
Площа 5 га. Статус надано згідно з рішенням облради від 18.11.1969 року № 414, ріш. ОВК від 23.10.1984 року № 253 (увійшов до складу Карпатського біосферного заповідника, Указ Президента від 11.04.1997 року № 325/97). Перебуває у віданні ДП «Великобичківське ЛМГ» (Діловецьке лісництво, кв. 7, вид. 24-26). 
Статус надано з метою збереження штучних насаджень сосни Веймутової (Pinus strobus). 
1997 року ввійшов до складу Карпатського біосферного заповідника.